# 李斐
李斐（1960年8月—），男，汉族，湖北武汉人，中国地球物理学家，现任武汉大学副校长，教授、博士生导师，中国南极测绘研究中心主任，中国民主促进会中央委员会常务委员、湖北省委员会副主任委员。

## 生平
1982年毕业于中国科学技术大学地球物理专业，获学士学位。1982年8月至1985年8月任中国科学院测量与地球物理研究所实习研究员、助理研究员。1985年9月至1991年12月在中国科学院测量与地球物理研究所读研究生，1992年6月获理学博士学位。